# Louis Proost
Louis Proost, né le 7 avril 1935 à Hal et mort le 3 février 2009 à Lierre, est un coureur cycliste belge. Champion du monde amateur en 1957, il a été professionnel de 1958 à 1967. Il a notamment été vainqueur d'étape sur le Tour de France 1960 et le Tour d'Italie 1961.

## Palmarès

### Palmarès amateur
- 1954
  - 3e étape du Tour de Belgique amateurs
- 1957
  -  Champion du monde sur route amateurs
  - 4e, 5e et 11e étapes de la Course de la Paix
  - 1re et 7ea étapes du Tour d'Autriche
  - 3e de la Coupe Egide Schoeters

### Palmarès professionnel
- 1958
  - Bruxelles-Ingooigem
- 1959
  -  Champion de Belgique interclubs
  - 2e d'À travers la Belgique
  - 2e de la Flèche hesbignonne
  - 2e du championnat de Belgique de poursuite
  - 4e du Grand Prix des Nations
- 1960
  - Bruxelles-Charleroi-Bruxelles
  - Roubaix-Cassel-Roubaix[1]
  - 13e étape du Tour de France
  - 2e du Grand Prix de Denain
- 1961
  -  Champion de Belgique interclubs
  - 5e étape du Tour d'Allemagne
  - 2e et 4ea (contre-la-montre par équipes) étapes du Tour de Belgique
  - 5e étape du Tour d'Italie
  - 2e du Grand Prix de Brasschaat
  - 3e du Grand Prix de la Banque
  - 3e du Grand Prix de clôture
- 1962
  - Hoeilaart-Diest-Hoeilaart
  - 3e de Milan-San Remo
  - 3e du championnat de Belgique de poursuite
- 1963
  - Hoeilaart-Diest-Hoeilaart
  - Circuit du Brabant occidental
  - 2e de Bruxelles-Ingooigem
  - 2e du championnat de Belgique sur route
  - 3e de la Gullegem Koerse
  - 6e de Paris-Bruxelles
- 1964
  - 5e de Paris-Roubaix
- 1965
  - 5eb étape des Quatre Jours de Dunkerque (contre-la-montre par équipes)
  - Flèche des polders
  - 2e de Hoeilaart-Diest-Hoeilaart
  - 2e du Grand Prix du 1er mai
  - 2e du Circuit de Belgique centrale
  - 2e du Grand Prix de l'Escaut
- 1966
  - Circuit de Flandre centrale
  - 3e du Grand Prix de l'Escaut
  - 3e de la Flèche du port d'Anvers

## Résultats sur les grands tours

### Tour de France
4 participations
- 1960 : abandon (14e étape), vainqueur de la 13e étape (Toulouse-Millau)
- 1961 : hors délais (7e étape)
- 1963 : 65e
- 1964 : abandon (6e étape)

### Tour d'Italie
1 participation
- 1961 : abandon (7e étape), vainqueur de la 5e étape

### Tour d'Espagne
1 participation
- 1964 : 22e